# Heriberto da Cunha
Heriberto Longuinho da Cunha, mais conhecido apenas como Heriberto da Cunha (Santa Rita do Sapucaí, 7 de abril de 1960), é um treinador de futebol e ex-futebolista brasileiro.

## Títulos

### Como jogador
São Paulo
- Campeonato Paulista: 1980[3] e 1981

Cruzeiro
- Campeonato Mineiro: 1987

Atlético-PR
- Campeonato Paranaense: 1990

### Como treinador
Fortaleza
- Campeonato Cearense: 2008
- Campeonato Cearense (Segundo turno): 2008

### Como auxiliar-técnico
São Paulo
- Campeonato Paulista: 1998

Atlético-MG
- Campeonato Mineiro: 1999

## Campanhas de destaque

### Como jogador
São Paulo
- Campeonato Brasileiro: 1981 (vice-campeão)
- Campeonato Paulista: 1982 (vice-campeão) e 1983 (vice-campeão)

Cruzeiro
- Supercopa Libertadores: 1988 (vice-campeão)

### Como treinador
América-RN
- Campeonato Brasileiro - Série B: 2006 (4º colocado)

Gama
- Campeonato Brasiliense: 2011 (vice-campeão)

ASA
- Campeonato Alagoano: 2012 (vice-campeão)

### Como auxiliar-técnico
São Paulo
- Campeonato Paulista: 1997 (vice-campeão)

Atlético-MG
- Campeonato Brasileiro: 1999 (vice-campeão)

## Prêmios individuais

### Como treinador
- Melhor técnico do Campeonato Alagoano de Futebol de 2012